# Crataegus sutherlandensis
Crataegus sutherlandensis är en rosväxtart som beskrevs av Charles Sprague Sargent. Crataegus sutherlandensis ingår i Hagtornssläktet som ingår i familjen rosväxter. Utöver nominatformen finns också underarten C. s. spinescens.